# Huéscar
Huéscar er en by og kommune i det sydøstlige Spanien i provinsen Granada. Den har et indbyggertal på 7.234 (2024) indbyggere.
Byrådet i Huéscar besluttede den 11. november 1809 (under Napoleonskrigene) at erklære Danmark krig. Krigserklæringen blev glemt indtil 1981, hvor en lokal historieinteresseret opdagede den. Den 11. november 1981, 172 år efter krigserklæringen, underskrev byens borgmester og Danmarks ambassadør i Spanien en fredsaftale.

## Venskabsbyer
- Kolding, Danmark (siden 1982)